# Protomacronema pubescens
Protomacronema pubescens är en nattsländeart som beskrevs av Georg Ulmer 1904. Protomacronema pubescens ingår i släktet Protomacronema och familjen ryssjenattsländor. Inga underarter finns listade i Catalogue of Life.